# الدين في بيرو

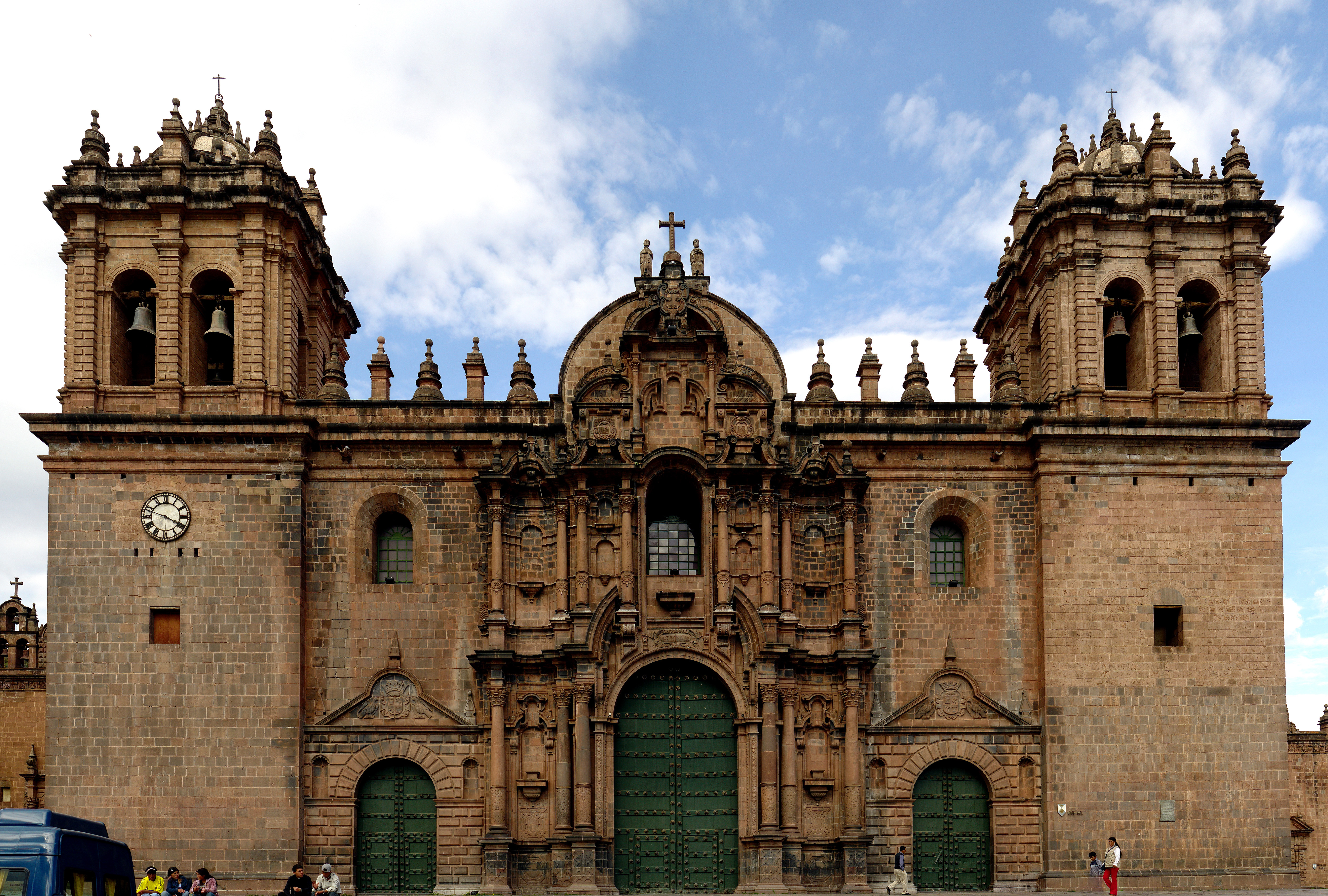

الدين في بيرو الكاثوليك 77% والبروتستانت 10% وآخرين 7% وأقلية مسلمة عددها 5000 شخص غالبيتهم في العاصمة.